# Королева повітря і темряви
 «Цариця вітрів і темряви» (англ. The Queen of Air and Darkness) — фантастична повість американського письменника Пола Андерсона. Вперше опублікований в квітні 1971 році в журналі The Magazine of Fantasy and Science Fiction.

## Сюжет
Планета Роланд розташована у зірки «Карл Великий» у відстані 75 світлових років від Землі і колонізована людьми, які в силу активності зірки живуть тільки в її полярних районах. Деякі люди залишилися жити в місті-порту, інші - далекопоселенці - вирушили жити подалі від цивілізації у віддалені райони. Крім того, виявилося, що крім людей на Роланді потай мешкає автохтонна раса аутлингів, що володіє здатністю впливати на психіку людини і наводити спрямовані галюцинації. Відірвані від решти людства колоністи, які живуть самостійно вже не одне покоління, давно знаходяться під телепатичним впливом аборигенів,  і приписують споконвічним мешканцям планети чарівні здатності. Вкрадені у поселенців діти живуть з аборигенами, не пам'ятаючи свого минулого.
У мешканки планети Барбро Каллен аборигени викрали її сина. Детектив Шерринфорд вирішує допомогти їй повернути дитину. Маючи спеціально обладнаний всюдихід, який блокує пасажирів від психовпливу аборигенів, Шерринфорд і Барбро проникають до володіння аутлингів. Потрапивши в телепатичне поле аутлингів, Барбро потрапляє до них у полон і зустрічається з їх правителькою — величною Королева повітря і темряви. А детектив захоплює в полон вихованого аутлингами людського підлітка на ім'я Погонич туману, показує йому аутлингів такими, якими вони виглядають при психічному впливі на людину (неземної краси чоловіки та жінки в прекрасних шатах) і такими, якими вони є насправді, і пояснює йому, що його все життя дурили. Перевагою Шерринфорда є і те, що його думки незрозумілі для аутлингів (на Роланді єдиний вживається єдина мова на основі англійської, а Шерринфорд народився і виріс на іншій планеті, яка теж була колонізована землянами, але його рідна мова, на якій він думає - французька). 
У фіналі Шерринфорд на збройному всюдиході атакує аутлингів і рятує Барбро та її сина.

## Нагороди
- Премія Неб'юла 1971 року за найкращу коротку повість.